# Roma Przybyłowska-Bratkowska
Roma Przybyłowska-Bratkowska, właśc. Romana Zofia Przybyłowska-Bratkowska (ur. 10 lutego 1933 we Lwowie, zm. 24 lutego 2022) – polska dziennikarka i publicystka.

## Życiorys
W 1960 ukończyła studia na Politechnice Śląskiej, uzyskała tytuł zawodowy magistra inżyniera budownictwa przemysłowego. Po studiach przez dwa lata pracowała w Biurze Projektów Przemysłu Hutniczego BIPROHUT w Gliwicach. Ukończyła następnie studium dziennikarskie na Uniwersytecie Warszawskim. W latach 1964–1969 pracowała w redakcji ekonomicznej Telewizji Polskiej, w latach 1970–1973 współpracowała z dodatkiem „Życia Warszawy” - „Życie i Nowoczesność”, warszawską „Kulturą” oraz „Przeglądem Technicznym”. W latach 1974–1980 pozostawała bez pracy. Na przełomie lat 70. i 80. brała udział w organizowaniu spotkań Konwersatorium „Doświadczenie i Przyszłość”. W latach 1980–1981 współpracowała z reaktywowanym pismem „Życie i Nowoczesność”. Po wprowadzeniu stanu wojennego działała w nielegalnym Stowarzyszeniu Dziennikarzy Polskich. W latach 1982–1989 ponownie nie pracowała zawodowo. Organizowała panele dyskusyjne, a od 1986 pierwszą comiesięczną gazetę mówioną „Dzwonek Niedzielny” w parafii Miłosierdzia Bożego i św. Faustyny w Warszawie. W latach 1989–1991 była felietonistką „Gazety Wyborczej”  i prowadzącą Foksal 89 w TVP. W 1992 założyła wydawnictwo „Nowoczesność”.
W 2011 odznaczona Krzyżem Kawalerskim Orderu Odrodzenia Polski.

## Życie prywatne
Była żoną Stefana Bratkowskiego i matką feministki Katarzyny Bratkowskiej.